# Dymasius murzini
Dymasius murzini es una especie de escarabajo del género Dymasius, familia Cerambycidae. Fue descrita científicamente por Miroshnikov en 2017.
Habita en Sri Lanka. Los machos y las hembras miden aproximadamente 15,4 mm. El período de vuelo de esta especie ocurre en el mes de enero.